# شارپ زائوروس

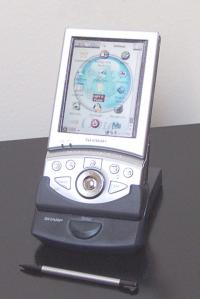
شارپ زائوروس مدل SL-5500 در حال اجرا کردن اوپن زائوروس و OPIE به همراه قلم نوری و docking cradle

شارپ زائوروس (به انگلیسی: Sharp Zaurus) نام یک سری از دستیار دیجیتال شخصی است که توسط شرکت شارپ تولید می‌شوند. این سری از PDAها در دهه ۱۹۹۰ میلادی محبوب‌ترین نوع PDA در ژاپن بودند و از یک سیستم‌عامل انحصاری استفاده می‌کردند. اولین PDA شارپ که از لینوکس استفاده می‌کرد، مدل SL-5000D بود که سیستم‌عاملی به نام Embedix Plus که مبتنی بر Qtopia بود را اجرا می‌کرد. نام این سری از PDA هم از یک پسوند رایج که در اسامی دایناسورها استفاده می‌شود، گرفته شده است و طوری انتخاب شده که مفهوم نیرو و قدرت را برساند.